# Sinojackia huangmeiensis
Sinojackia huangmeiensis là một loài thực vật có hoa trong họ Bồ đề. Loài này được J.W. Ge & X.H. Yao mô tả khoa học đầu tiên năm 2007.